# Carebara menozzii
Carebara menozzii is een mierensoort uit de onderfamilie van de Myrmicinae. De wetenschappelijke naam van de soort is voor het eerst geldig gepubliceerd in 1966 door Ettershank.